# Vindula moluccarum
Vindula moluccarum är en fjärilsart som beskrevs av Otto Staudinger. Vindula moluccarum ingår i släktet Vindula och familjen praktfjärilar. Inga underarter finns listade i Catalogue of Life.